# Linz Open
Linz Open, sponsorizat în prezent de Generali Gruppe, este un turneu de tenis feminin desfășurat la Linz, Austria. Se joacă pe terenuri cu suprafețe dure în interior.
Evenimentul inaugural a avut loc în 1987 la Wels, Austria și a fost organizat de ITF ca un turneu de 10.000 de dolari. Începând cu 1991, a fost organizat la Linz ca eveniment WTA Tour, inițial la nivel Tier V.  În 1993 a fost promovat la nivelul III, iar din 1998 a fost organizat ca un turneu de nivel II. Începând cu 2009, este desemnat Turneu Internațional WTA.

## Rezultate

### Simplu
| 1987                         | Barbara Paulus                | Denisa Krajčovičová        | 6–2, 6–2                |
| 1988                         | Eva Švíglerová                | Marion Maruska             | 6–3, 6–1                |
| 19901                        | Marion Maruska                | Karin Kschwendt            | 3–6, 6–1, 6–4           |
| 19902                        | Monika Kratochvílová          | Katharina Büche            | 7–5, 6–3                |
| 1991                         | Manuela Maleeva-Fragnière     | Petra Langrová             | 6–4, 7–6(7–1)           |
| 1992                         | Natalia Medvedeva             | Pascale Paradis-Mangon     | 6–4, 6–2                |
| 1993                         | Manuela Maleeva-Fragnière (2) | Conchita Martínez          | 6–2, 1–0, ret.          |
| 1994                         | Sabine Appelmans              | Meike Babel                | 6–1, 4–6, 7–6(7–3)      |
| 1995                         | Jana Novotná                  | Barbara Rittner            | 6–7(6–8), 6–3, 6–4      |
| 1996                         | Sabine Appelmans (2)          | Julie Halard               | 6–2, 6–4                |
| 1997                         | Chanda Rubin                  | Karina Habšudová           | 6–4, 6–2                |
| 1998                         | Jana Novotná (2)              | Dominique Monami van Roost | 6–1, 7–6(7–2)           |
| 1999                         | Mary Pierce                   | Sandrine Testud            | 7–6(7–2), 6–1           |
| 2000                         | Lindsay Davenport             | Venus Williams             | 6–4, 3–6, 6–2           |
| 2001                         | Lindsay Davenport (2)         | Jelena Dokić               | 6–4, 6–1                |
| 2002                         | Justine Henin                 | Alexandra Stevenson        | 6–3, 6–0                |
| 2003                         | Ai Sugiyama                   | Nadia Petrova              | 7–5, 6–4                |
| 2004                         | Amélie Mauresmo               | Elena Bovina               | 6–2, 6–0                |
| 2005                         | Nadia Petrova                 | Patty Schnyder             | 4–6, 6–3, 6–1           |
| 2006                         | Maria Sharapova               | Nadia Petrova              | 7–5, 6–2                |
| 2007                         | Daniela Hantuchová            | Patty Schnyder             | 6–4, 6–2                |
| 2008                         | Ana Ivanovic                  | Vera Zvonareva             | 6–2, 6–1                |
| ↓ International tournament ↓ |                               |                            |                         |
| 2009                         | Yanina Wickmayer              | Petra Kvitová              | 6–3, 6–4                |
| 2010                         | Ana Ivanovic (2)              | Patty Schnyder             | 6–1, 6–2                |
| 2011                         | Petra Kvitová                 | Dominika Cibulková         | 6–4, 6–1                |
| 2012                         | Victoria Azarenka             | Julia Görges               | 6–3, 6–4                |
| 2013                         | Angelique Kerber              | Ana Ivanovic               | 6–4, 7–6(8–6)           |
| 2014                         | Karolína Plíšková             | Camila Giorgi              | 6–7(4–7), 6–3, 7–6(7–4) |
| 2015                         | Anastasia Pavliucenkova       | Anna-Lena Friedsam         | 6–4, 6–3                |
| 2016                         | Dominika Cibulková            | Viktorija Golubic          | 6–3, 7–5                |
| 2017                         | Barbora Strýcová              | Magdaléna Rybáriková       | 6–4, 6–1                |
| 2018                         | Camila Giorgi                 | Ekaterina Alexandrova      | 6–3, 6–1                |
| 2019                         | Coco Gauff                    | Jeļena Ostapenko           | 6–3, 1–6, 6–2           |
| 2020                         | Aryna Sabalenka               | Elise Mertens              | 7–5, 6–2                |
| 2021                         | Alison Riske                  | Jaqueline Cristian         | 2–6, 6–2, 7–5           |
| 2022                         | Nu s-a ținut                  | Nu s-a ținut               | Nu s-a ținut            |
| 2023                         | Anastasia Potapova            | Petra Martić               | 6–3, 6–1                |
| ↓ WTA 500 ↓                  |                               |                            |                         |
| 2024                         | Jeļena Ostapenko              | Ekaterina Alexandrova      | 6–2, 6–3                |
| 2025                         | Ekaterina Alexandrova         | Daiana Iastremska          | 6–2, 3–6,7–5            |

### Dublu
| 1987                         | Petra Hentschl Eva-Maria Schürhoff         | Barbara Paulus Petra Ritter              | 6–4, 6–4          |
| 1988                         | Marion Maruska Petra Ritter                | Cristina Casini Katarzyna Nowak          | 6–3, 6–4          |
| 19901                        | Alexia Dechaume Pascale Paradis            | Hana Fukárková Denisa Krajčovičová       | 6–3, 6–2          |
| 19902                        | Regina Chladková Monika Kratochvílová      | Birgit Arming Doris Bauer                | 6–4, 6–4          |
| 1991                         | Manuela Maleeva-Fragnière Raffaella Reggi  | Petra Langrová Radka Zrubáková           | 6–4, 1–6, 6–3     |
| 1992                         | Monique Kiene Miriam Oremans               | Claudia Porwik Raffaella Reggi-Concato   | 6–4, 6–2          |
| 1993                         | Eugenia Maniokova Leila Meskhi             | Conchita Martínez Judith Polzl Wiesner   | walkover          |
| 1994                         | Eugenia Maniokova (2) Leila Meskhi (2)     | Åsa Carlsson Caroline Schneider          | 6–2, 6–2          |
| 1995                         | Meredith McGrath Nathalie Tauziat          | Iva Majoli Petra Schwarz                 | 6–1, 6–2          |
| 1996                         | Manon Bollegraf Meredith McGrath (2)       | Rennae Stubbs Helena Suková              | 6–4, 6–4          |
| 1997                         | Alexandra Fusai Nathalie Tauziat (2)       | Eva Melicharová Helena Vildová           | 4–6, 6–3, 6–1     |
| 1998                         | Alexandra Fusai (2) Nathalie Tauziat (3)   | Anna Kournikova Larisa Savchenko Neiland | 6–3, 3–6, 6–4     |
| 1999                         | Irina Spîrlea Caroline Vis                 | Tina Križan Larisa Savchenko Neiland     | 6–4, 6–3          |
| 2000                         | Amélie Mauresmo Chanda Rubin               | Ai Sugiyama Nathalie Tauziat             | 6–4, 6–4          |
| 2001                         | Jelena Dokić Nadia Petrova                 | Els Callens Chanda Rubin                 | 6–1, 6–4          |
| 2002                         | Jelena Dokić (2) Nadia Petrova (2)         | Rika Fujiwara Ai Sugiyama                | 6–3, 6–2          |
| 2003                         | Liezel Huber Ai Sugiyama                   | Marion Bartoli Silvia Farina Elia        | 6–1, 7–6(8–6)     |
| 2004                         | Janette Husárová Elena Likhovtseva         | Nathalie Dechy Patty Schnyder            | 6–2, 7–5          |
| 2005                         | Gisela Dulko Květa Hrdličková Peschke      | Conchita Martínez Virginia Ruano Pascual | 6–2, 6–3          |
| 2006                         | Lisa Raymond Samantha Stosur               | Corina Morariu Katarina Srebotnik        | 6–3, 6–0          |
| 2007                         | Cara Black Liezel Huber (2)                | Katarina Srebotnik Ai Sugiyama           | 6–2, 3–6, [10–8]  |
| 2008                         | Katarina Srebotnik Ai Sugiyama (2)         | Cara Black Liezel Huber                  | 6–4, 7–5          |
| ↓ International tournament ↓ |                                            |                                          |                   |
| 2009                         | Anna-Lena Grönefeld Katarina Srebotnik (2) | Klaudia Jans Alicja Rosolska             | 6–1, 6–4          |
| 2010                         | Renata Voráčová Barbora Záhlavová-Strýcová | Květa Peschke Katarina Srebotnik         | 7–5, 7–6(8–6)     |
| 2011                         | Marina Erakovic Elena Vesnina              | Julia Görges Anna-Lena Grönefeld         | 7–5, 6–1          |
| 2012                         | Anna-Lena Grönefeld (2) Květa Peschke (2)  | Julia Görges Barbora Záhlavová-Strýcová  | 6–3, 6–4          |
| 2013                         | Karolína Plíšková Kristýna Plíšková        | Gabriela Dabrowski Alicja Rosolska       | 7–6(8–6), 6–4     |
| 2014                         | Raluca Olaru Anna Tatishvili               | Annika Beck Caroline Garcia              | 6–2, 6–1          |
| 2015                         | Raquel Kops-Jones Abigail Spears           | Andrea Hlaváčková Lucie Hradecká         | 6–3, 7–5          |
| 2016                         | Kiki Bertens Johanna Larsson               | Anna-Lena Grönefeld Květa Peschke        | 4–6, 6–2, [10–7]  |
| 2017                         | Kiki Bertens (2) Johanna Larsson (2)       | Natela Dzalamidze Xenia Knoll            | 3–6, 6–3, [10–4]  |
| 2018                         | Kirsten Flipkens Johanna Larsson (3)       | Raquel Atawo Anna-Lena Grönefeld         | 4–6, 6–4, [10–5]  |
| 2019                         | Barbora Krejčíková Kateřina Siniaková      | Barbara Haas Xenia Knoll                 | 6–4, 6–3          |
| 2020                         | Arantxa Rus Tamara Zidanšek                | Lucie Hradecká Kateřina Siniaková        | 6–3, 6–4          |
| 2021                         | Natela Dzalamidze Kamilla Rakhimova        | Wang Xinyu Zheng Saisai                  | 6–4, 6–2          |
| 2022                         | Nu s-a ținut                               | Nu s-a ținut                             | Nu s-a ținut      |
| 2023                         | Natela Dzalamidze Viktória Kužmová         | Anna-Lena Friedsam Nadiia Kichenok       | 4–6, 7–5, [12–10] |
| ↓ WTA 500 ↓                  |                                            |                                          |                   |
| 2024                         | Sara Errani Jasmine Paolini                | Nicole Melichar-Martinez Ellen Perez     | 7–5, 4–6, [10–7]  |
| 2025                         | Tímea Babos Luisa Stefani                  | Liudmila Kicenok Nadiia Kicenok          | 3–6, 7–5, [10–4]  |